# 12e étape du Tour d'Espagne 1999

La 12e étape du Tour d'Espagne 1999 s'est déroulée le 17 septembre entre Sort et Andorre Arcalis.

## Récit
Au même endroit où il avait conquis son premier maillot jaune lors du Tour de France 1997, Jan Ullrich signe son grand retour en s'emparant pour la première fois depuis plus d’un an d'un maillot de leader de grand tour.
Abraham Olano, le précédent porteur du maillot de oro, subit une terrible défaillance : il perd 8 minutes et 24 secondes sur le vainqueur de l'étape, Igor González de Galdeano.

## Classement de l'étape
|   | Coureur                   | Pays    | Équipe    |    | Temps |
| - | ------------------------- | ------- | --------- | -- | ----- |
| 1 | Igor González de Galdeano | Espagne | Vitalicio | en |       |
| 2 | Roberto Heras             | Espagne | Kelme     | +  | 40 s  |
| 3 | José María Jiménez        | Espagne | Banesto   |    | 41 s  |

## Classement général
|   | Coureur                   | Pays      | Équipe           |    | Temps |
| - | ------------------------- | --------- | ---------------- | -- | ----- |
| 1 | Jan Ullrich               | Allemagne | Deutsche Telekom | en |       |
| 2 | Igor González de Galdeano | Espagne   | Vitalicio        | +  | 36 s  |
| 3 | Pavel Tonkov              | Russie    | Mapei            |    | 48 s  |